# La Puebla de Alfindén
La Puebla de Alfindén – gmina w Hiszpanii, w prowincji Saragossa, w Aragonii, o powierzchni 17,03 km². W 2011 roku gmina liczyła 5603 mieszkańców.